# Boletina sanxiana
Boletina sanxiana är en tvåvingeart som beskrevs av Wu 1997. Boletina sanxiana ingår i släktet Boletina och familjen svampmyggor. Inga underarter finns listade i Catalogue of Life.